# Saint-Étienne-la-Varenne
Saint-Étienne-la-Varenne és un municipi francès situat al departament del Roine i a la regió d'Alvèrnia-Roine-Alps. L'any 2007 tenia 669 habitants.

## Demografia

### Població
El 2007 la població de fet de Saint-Étienne-la-Varenne era de 669 persones. Hi havia 246 famílies de les quals 58 eren unipersonals (25 homes vivint sols i 33 dones vivint soles), 67 parelles sense fills, 113 parelles amb fills i 8 famílies monoparentals amb fills.
La població ha evolucionat segons el següent gràfic:
Habitants censats

### Habitatges
El 2007 hi havia 322 habitatges, 250 eren l'habitatge principal de la família, 26 eren segones residències i 45 estaven desocupats. 302 eren cases i 17 eren apartaments. Dels 250 habitatges principals, 182 estaven ocupats pels seus propietaris, 44 estaven llogats i ocupats pels llogaters i 24 estaven cedits a títol gratuït; 6 tenien dues cambres, 27 en tenien tres, 65 en tenien quatre i 152 en tenien cinc o més. 198 habitatges disposaven pel capbaix d'una plaça de pàrquing. A 99 habitatges hi havia un automòbil i a 140 n'hi havia dos o més.

### Piràmide de població
La piràmide de població per edats i sexe el 2009 era:
| Homes | Edats   | Dones |
| ----- | ------- | ----- |
| 0     | 95 o +  | 0     |
| 0     | 90 a 94 | 0     |
| 0     | 85 a 89 | 0     |
| 0     | 80 a 84 | 4     |
| 4     | 75 a 79 | 0     |
| 16    | 70 a 74 | 4     |
| 24    | 65 a 69 | 20    |
| 4     | 60 a 64 | 8     |
| 12    | 55 a 59 | 8     |
| 8     | 50 a 54 | 8     |
| 20    | 45 a 49 | 20    |
| 28    | 40 a 44 | 32    |
| 52    | 35 a 39 | 32    |
| 16    | 30 a 34 | 32    |
| 24    | 25 a 29 | 16    |
| 12    | 20 a 24 | 4     |
| 32    | 15 a 19 | 20    |
| 16    | 10 a 14 | 28    |
| 28    | 5 a 9   | 44    |
| 36    | 0 a 4   | 20    |

## Economia
El 2007 la població en edat de treballar era de 445 persones, 361 eren actives i 84 eren inactives. De les 361 persones actives 346 estaven ocupades (191 homes i 155 dones) i 14 estaven aturades (7 homes i 7 dones). De les 84 persones inactives 23 estaven jubilades, 38 estaven estudiant i 23 estaven classificades com a «altres inactius».

### Ingressos
El 2009 a Saint-Étienne-la-Varenne hi havia 259 unitats fiscals que integraven 700 persones, la mediana anual d'ingressos fiscals per persona era de 18.425 €.

### Activitats econòmiques
Dels 25 establiments que hi havia el 2007, 1 era d'una empresa alimentària, 1 d'una empresa de fabricació de material elèctric, 2 d'empreses de fabricació d'altres productes industrials, 7 d'empreses de construcció, 9 d'empreses de comerç i reparació d'automòbils, 1 d'una empresa de transport, 2 d'empreses d'hostatgeria i restauració, 1 d'una empresa immobiliària i 1 d'una entitat de l'administració pública.
Dels 5 establiments de servei als particulars que hi havia el 2009, 2 eren paletes, 1 guixaire pintor, 1 fusteria i 1 electricista.
Dels 2 establiments comercials que hi havia el 2009, 1 era una carnisseria i 1 una botiga de material esportiu.
L'any 2000 a Saint-Étienne-la-Varenne hi havia 64 explotacions agrícoles que ocupaven un total de 462 hectàrees.

## Equipaments sanitaris i escolars
El 2009 hi havia una escola elemental.

## Poblacions més properes
El següent diagrama mostra les poblacions més properes.